# Crestview, Kentucky
Crestview är en ort i Campbell County, Kentucky, USA. År 2000 hade orten 471 invånare. Den har enligt United States Census Bureau en area på 0,3 km², allt är land.